# Tellem

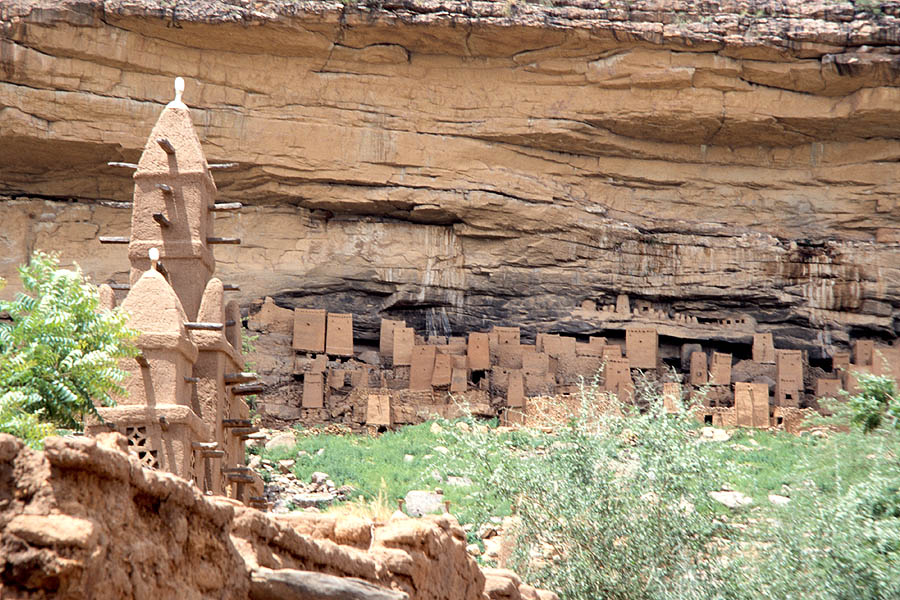
Antico villaggio Tellem nella falesia di Bandiagara.

I Tellem erano un popolo che viveva in Mali, sulla falesia di Bandiagara. Vivevano in alloggi posti negli incavi delle rocce della falesia, cui accedevano probabilmente tramite delle corde. L'analisi dei reperti ossei indica che erano di piccola dimensione, assimilabili agli odierni pigmei.
Vivevano di pesca, di raccolta e di agricoltura a zappa, di allevamento e di caccia con l'arco.

## Storia
L'arrivo del Tellem nell'area della falesia sembra risalire all'XI secolo. Gli scavi archeologici hanno permesso di trovare ancora oggi in sito numerosi residui ossei e anche oggettistica, tessuti, perle, e ceramiche.
Nel XIV secolo i Dogon, che provenivano dal Mandé e che fuggivano dall'Islam, arrivarono alla falesia e provocarono lo spostamento dei Tellem verso sud, nel Burkina Faso. Alcuni studiosi ipotizzano che parte dei Tellem possa essersi fusa con i Dogon, come sembrerebbe essere testimoniato da elementi di cultura materiale, quali statue di legno tuttora in uso presso i Dogon e denominate Tellem, e soprattutto la misteriosa storia delle conoscenze astronomiche particolarmente avanzate di cui sarebbero stati a conoscenza i Tellem e di cui resterebbero tracce nelle leggende dei Dogon. In particolare, i Tellem credevano che la loro origine fosse da trovarsi nella stella Sirio, cui attribuivano l'esistenza di una stella gemella: tale situazione è stata confermata dalla scienza astronomica solo nella seconda metà del XX secolo.

## Religione
I Tellem credevano in un dio unico supremo, Amma, che ricorda per molti aspetti l'Ammone egizio. Avevano anche cognizione della presenza di un popolo antichissimo, cui per certi aspetti erano legati, gli Andoumboulou, cui veniva attribuita la conoscenza di parole magiche capaci di trasportare e lavorare le pietre, nonché la conoscenza di tecniche architettoniche assai complesse.